# Єкатерина Теодорою
Єкатерина Теодорою (рум. Ecaterina Teodoroiu; 14 січня 1894, Ведені, зараз частина Тиргу-Жіу — 22 серпня 1917, Панчу) — румунська військовичка, членкиня скаутського руху, учасниця Першої світової війни, загинула в битві при Мерешешті, в якій командувала взводом піхоти. Між двома світовими війнами мала в Румунії репутацію національної героїні.

## Біографія
Народилася в жудеці Горж в селянській родині, мала п'ятеро братів і дві сестри. Освіту здобула в сільській початковій школі, потім в Тиргу-Жіу. У 1909 році закінчила школу з викладанням німецькою мовою, після чого вступила в жіноче педагогічне училище в Бухаресті, маючи намір стати вчителькою. З 1913 року брала участь в скаутському русі.
Після вступу Румунії в Першу світову війну вирушила на фронт медсестрою 18-го піхотного полку, де служив сержантом її брат Ніколае. 14 жовтня разом з іншими цивільними при армії брала участь у відбитті атаки баварської роти 9-ї німецької армії, виявивши хоробрість в бою і отримавши за це 23 жовтня аудієнцію в Бухаресті у королеви Марії. 
Після загибелі брата 1 листопада у битві при Порчені, Єкатерина, бажаючи помститися, подала прохання командиру 2-ї дивізії полку прийняти її на військову службу. У бойових діях брала участь з жовтня 1916 року. Під Кербунешті в ніч з 3 на 4 листопада 1916 потрапила в полон до німців. 6 листопада втекла, скориставшись захованим пістолетом, з якого застрелила солдата, який був конвоїром її і командира її взводу, отримавши легке поранення ноги під час втечі. Потім боролася під Бербетешті, Тинтерені і Філіаші, де була поранена снарядом в обидві ноги — отримала переломи гомілки та лівої стегнової кістки. Перебувала в польовому госпіталі під час виступу румунської армії на територію Молдови, потім лікувалася в госпіталях Крайової, Бухареста і Ясс.
23 січня 1917 року виписана з лікарні і деякий час служила медсестрою. У березні 1917 року отримала медаль військової доблесті (Virtutea Militară) 2-го класу; в госпіталі її особисто відвідала королева Марія, що вручила медаль і повідомила про присвоєння Єкатерині Теодорою звання 2-го лейтенанта. Влітку 1917 року повернулася на фронт, з 20 серпня в складі 43/59-го полку командувала одним з взводів 7-ї роти. 
Загинула 22 серпня під Мунчелу під час наступу німецької 115-ї дивізії, очолюючи атаку взводу з 25 осіб, вражена кулеметною чергою в голову або, за іншими даними, в груди. Спочатку була похована в Фітіонешті; в червні 1921 останки були перепоховані в центрі Тиргу-Жіу.
Їй було встановлено чотири пам'ятники (в 1921, 1928, 1936 і 1937 роках). Після приходу до влади соціалістів, незважаючи на селянське походження, Єкаерина Теодорою асоціювалася з королівською сім'єю, скаутським рухом і «буржуазною реакцією», тому її ім'я довгий час практично не вживалося в пресі. Однак з 1960-х, в період правління Ніколае Чаушеску, її статус почав поступово відновлюватися: про неї знято біографічний фільм, встановлено ще два пам'ятники (в 1972 і 1978 роках). Після революції 1989 року кількість згадок Теодорою знову знизилася — через зв'язку з пропагандою колишньої влади, хоча в 1994 році їй було встановлено ще один пам'ятник.

## Примітка
1. 1 2  FemBio database
2. 1 2 3 4 5 6 7 8  Legenda Ecaterinei Teodoroiu: Ce spun Arhivele Militare (Romanian) . Historia.ro. Архів оригіналу за 2 січня 2017. Процитовано 8 грудня 2015. [Архівовано 2017-01-02 у Wayback Machine.]
3. ↑  Ecaterina Teodoroiu's biography. Архів оригіналу за 5 жовтня 2006. Процитовано 9 грудня 2017.
4. ↑  Casa memorială Ecaterina Teodoroiu (Romanian) . Gorj Museum. Архів оригіналу за 6 вересня 2012. Процитовано 8 грудня 2015.
5. ↑  DOCUMENTAR - Ecaterina Teodoroiu, eroina de la Jiu – AGERPRES. Agerpres.ro. Архів оригіналу за 17 травня 2018. Процитовано 14 mai 2015. [Архівовано 2018-05-17 у Wayback Machine.]
6. ↑  Ion Mocioi, Ecaterina Teodoroiu: eroina poporului român, Scrisul Românesc, 1981.
7. ↑  Portret de erou. Ecaterina Teodoroiu - Istorica - Radio România Actualități Online. Romania-actualitati.ro. Архів оригіналу за 17 травня 2018. Процитовано 14 mai 2015.
8. ↑  Ecaterina Teodoroiu. «Înainte băieţi, nu vă lăsaţi, sunteţi cu mine!». Архів оригіналу за 13 січня 2018. Процитовано 9 грудня 2017.
9. ↑  Pe urmele Ecaterinei la Târgu Jiu. Historia. Архів оригіналу за 21 вересня 2016. Процитовано 14 mai 2015. [Архівовано 2016-09-21 у Wayback Machine.]